# Acilius abbreviatus
Acilius abbreviatus är en skalbaggsart som beskrevs av Aubé 1838. Acilius abbreviatus ingår i släktet Acilius och familjen dykare. Inga underarter finns listade i Catalogue of Life.